# Не надо бояться любви
«Не надо бояться любви» (хинди प्यार किया तो डरना क्या, Pyaar Kiya To Darna Kya, досл.: «Если любишь, бояться нечего») — индийская мелодрама, снятая на языке хинди и вышедшая в прокат 27 марта 1998 года.

## Сюжет
Мускан (Каджол) и её брат Вишал (Арбаз Хан) живут после смерти родителей у своего дяди Тхакура Аджая Сингха (Дхармендра). У красавицы Мускан нет отбоя от поклонников, но Вишал отказывает одному жениху за другим, поскольку хочет видеть рядом со своей сестрой сильного мужчину. Когда Мускан решает уехать в Мумбаи для учебы в колледже, брат отпускает её, скрепя сердце, и лишь потому, что пообещал родителям выполнить её желание. В колледже девушка знакомится с Сураджем Кханной (Салман Хан), сыном богатого предпринимателя. Сурадж имеет очень натянутые отношения с отцом и вынужден был уйти из дома из-за ненавидящей его мачехи. Он влюбляется в Мускан, но встретив приехавшего к ней Вишала, принимает его за соперника и затевает с ним драку. Отношения с потенциальным родственником оказываются безнадежно испорчены, и Сураджу стоит немалого труда убедить упрямого Вишала в том, что он и есть подходящий жених для его сестры.

## Награды
- Премия Р. Д. Бурмана — Камал Хан за песню «O o jaane jaana»[1]